# Эй, Арнольд! Кино из джунглей
«Эй, Арнольд! Кино из джунглей» (англ. Hey Arnold! The Jungle Movie) — второй полнометражный мультипликационный фильм про Арнольда, в котором планируется развязка сериала «Эй, Арнольд!». Премьера мультфильма состоялась 23 ноября 2017 года.

## Сюжет
Летом после пятого класса Арнольд и его лучший друг Джеральд планируют снять гуманитарное видео, чтобы выиграть поездку в Сан-Лоренцо, где в последний раз видели родителей Арнольда. Они пытаются запечатлеть себя, делая дом из барахла для одного из своих друзей, эксцентричного Обезьяны-человека, но это вызывает неприятные последствия, оставляя Арнольда убитым горем.
Хельга, которая тайно увлекается Арнольдом, использует различные кадры, которые она собирала на протяжении многих лет, показывая добрые дела Арнольда, и все в городе удивляют Арнольда этим видео. Учитель Арнольда г-н Симмонс рассказывает всем, что видео Арнольда выиграло конкурс, и он, его одноклассники из PS 118 и старшая сестра Хельги, Ольга, летят в Сан-Лоренцо.
Находясь в самолете, любимая свинья Арнольда Абнер убирает в своём рюкзаке. Когда все приезжают в Сан-Лоренцо, их встречает старый друг родителей Арнольда, Эдуардо. На борту корабля Эдуардо в частном порядке предупреждает Арнольда об опасностях джунглей и даёт ему амулет, который, как говорят, ведет их к «Зеленоглазым людям», жителям затерянного города Сан-Лоренцо. Позже той ночью Хельга пытается признаться в своих чувствах Арнольду, но на лодку нападают речные пираты. Узнав секрет, который Арнольд скрывал от них, Джеральд и другие избегают его.
Когда группа достигает базового лагеря, человек замаскировавшийся и выдававший себя за «Эдуардо» раскрывает себя как наёмный убийца по имени Ласомбра, чтобы обмануть Арнольда и других людей. Он и его люди заключают в тюрьму всех, объясняя, что конкурс был уловкой, чтобы заманить Арнольда в Сан-Лоренцо, чтобы он мог использовать его, чтобы найти потерянный город и его сокровища. Хельге и Джеральду удаётся сбежать и освободить Арнольда, и использовать старый дневник отца Арнольда, чтобы найти город. Ласомбра, не подозревая об этом, предвидел это и поместил следящее устройство на зеленоглазое ожерелье Арнольда. Арнольду и его друзьям удается избежать ловушек затерянного города, в то время как Ласомбра преследует их, жертвуя большинством своих людей в ловушки.
Тем временем Абнер сбегает и возвращается к бабушке и дедушке Арнольда, дедушке Филу и бабушке Герти, которые видят в этом знак того, что у Арнольда большие проблемы. Они встречаются с родителями Хельги Биг Бобом и Мириам в аэропорту, которые получили сообщение SOS от умного лучшего друга Хельги, Фиби. Группа летит на арендованном самолёте в Сан-Лоренцо, где они помогают другим детям победить преступную банду Ласомбры.
Арнольд и другие добираются до города, обнаруживая, что в нём живут дети из-за «сонной болезни», в результате которой его взрослое население находится в коматозном состоянии в течение девяти лет. Группа находит статую, в которой, как говорят, содержится Коразон, сокровище, которое может привести к излечению от болезни. Ласомбра загоняет их в угол, беря Арнольда в заложники и крадя статую. Пока Джеральд и Хельга преследуют его, Ласомбра грубой силой заставляет Арнольда открыть статую с помощью амулета. Когда Ласомбра пытается взять Коразона внутри, система защиты статуи стреляет ему в лоб отравленным дротиком, отправляя Ласомбру через скалу.
Приезжает таинственный человек и показывает себя настоящим Эдуардо, который объясняет, что пират, «напавший» на них ранее, пытался спасти группу из Ласомбры. Ласомбра взбирается обратно со скалы и вступает в короткую драку с Эдуардо, сбивая Корасона со скалы, прежде чем погибнуть от яда и резко упасть до смерти. Группа возвращается в город, и Арнольд наконец видит своих родителей, Майлза и Стеллу, которые также заболели сонной болезнью. Без Коразона, чтобы выпустить лекарство для заражённой популяции людей, Хельга использует свой медальон с фотографией Арнольда в качестве замены. Храм выпускает лекарство, а заражённые просыпаются. Арнольд и городские дети воссоединяются со своими родителями. Арнольд благодарит Хельгу за её преданность к нему, осознаёт всю глубину её чувств к нему за столько лет и он её целует.
Спустя несколько месяцев в пансионате бабушки и дедушки Арнольда возобновилась нормальная жизнь, теперь там также живут Майлз и Стелла. Арнольд отправляется в свой первый день в шестой класс с Джеральдом, Фиби и Хельгой. Джеральд и Фиби, держась за руки, идут в школу вместе. Арнольд и Хельга идут вместе, несмотря на это Хельга притворяется, что она враждебно относится к Арнольду чтобы остальные люди не узнали тайну которая она скрывала долгие годы. Родители Арнольда идут с ним и его друзьями в школу, и Арнольд обещает маме и папе, что они увидят его в 3:30 (15:30), после чего за ним закрываются двери.

## В ролях
- Мэйсон Коттон — Арнольд Шортмэн
- Бенджамин Флорес мл. — Джеральд Йоханссен
- Франческа Мэри Смит — Хельга Патаки
- Дэн Кастелланета — дедушка Арнольда — «Железный» Фил
- Тресс Макнилл — бабушка Арнольда — «Пуки» Герти (Гертруда)
- Крейг Бартлетт — папа Арнольда — Майлз (этнограф)
- Антуанетта Стелла — мама Арнольда — Стелла (врач)
- Джастин Шенкароу — Гарольд Берман
- Оливия Хэк — Ронда Веллингтон-Ллойд
- Энди Макэфи — Фиби Хейердал
- Гэвин Льюис — Юджин
- Эйден Левандовский — Сид (Сидни)
- Джет Юргенсмаер — Стинки Петерсон
- Лайя Хаес — Надин
- Николас Канту — Кёрли
- Дэн Батлер — Мистер Роберт Симмонс
- Морис Ламарш — Роберт Патаки («Большой Боб»)
- Кэт Суси — Мириам Патаки
- Ника Футтерман — Ольга Патаки
- Карлос Алазраки — Эдуардо
- Дом Иррера — Эрни Поттс
- Уолли Вингерт — Оскар Кокошка, мистер Хьюн, Дино Спомони
- Дэнни Кукси — парень-ступенька
- Дэнили Джудовитс — Пэтти Смит «Большая Пэтти»
- Джеймс Белуши — тренер Джек Уиттенберг
- Стивен Стэнтон — Человек-голубь
- Лейн Торан — Че
- Джамиль Уокер Смит — Павло
- Альфред Молина — Ласомбра

## Создание
Известно, что сценарий второго полнометражного мультфильма был давно написан Крейгом Бартлеттом, он сам много говорил об этом в интервью и чатах с фанатами. Сначала Nickelodeon нравилась идея второй полнометражки, но после провального выхода мультфильма «Арнольд!» ситуация резко изменилась: проект заморозили и отложили на неопределённый срок.
23 ноября 2015 года, «Nickelodeon» объявили, что в производстве находится телевизионный фильм, который продолжит сюжет сериала и прояснит судьбу родителей Арнольда.
В озвучивании персонажей примут участие многие актёры из старого состава. 6 марта 2016 года актриса Ника Футтерман, озвучивавшая Ольгу Патаки, подтвердила в Твиттере, что она и её героиня появится в двухчасовом фильме.
1 марта 2016 года было объявлено, что телевизионный фильм «The Jungle Movie» будет разделён на две части и выйдет 23 ноября 2017 года.

### Награды и номинации
| Премия                                   | Категория                                                                                         | Номинация      | Результат | Ссылка |
| ---------------------------------------- | ------------------------------------------------------------------------------------------------- | -------------- | --------- | ------ |
| 70th Primetime Creative Arts Emmy Awards | Выдающиеся индивидуальные достижения в анимации (Outstanding Individual Achievement in Animation) | Stu Livingston | Победа    | [ 9 ]  |

## Трансляция на ТВ
В Канаде премьерный показ мультфильма состоялся 5 января 2018 года, в Германии — 9 февраля 2018 года, в России — 14 февраля 2018 года на Nickelodeon (Россия), в Перу и Чили — 26 апреля 2018 года, в Румынии — 14 июля 2018 года.